# Liste der ältesten Unternehmen
Diese Liste der weltweit ältesten Unternehmen beinhaltet Marken und Unternehmen, klammert aber Vereine, Bildungs-, Regierungs- sowie religiöse Organisationen aus. Um aufgenommen zu werden, muss ein Marken- oder Unternehmensname entweder vollständig oder als Teil seit Beginn fortbestehen.

## Statistik
Nach einem von der Bank von Korea am 14. Mai 2008 veröffentlichten Bericht, der 41 Länder untersucht, gab es 5586 Unternehmen, die länger als 200 Jahre bestehen. Von diesen befinden sich 3146 in Japan, 837 in Deutschland, 222 in den Niederlanden und 196 in Frankreich. 89,4 % der über hundertjährigen Unternehmen beschäftigen weniger als 300 Personen. Eine landesweite japanische Umfrage verzeichnete mehr als 21000 Unternehmen, die am 30. September 2009 älter als 100 Jahre waren.

## Vor 1300

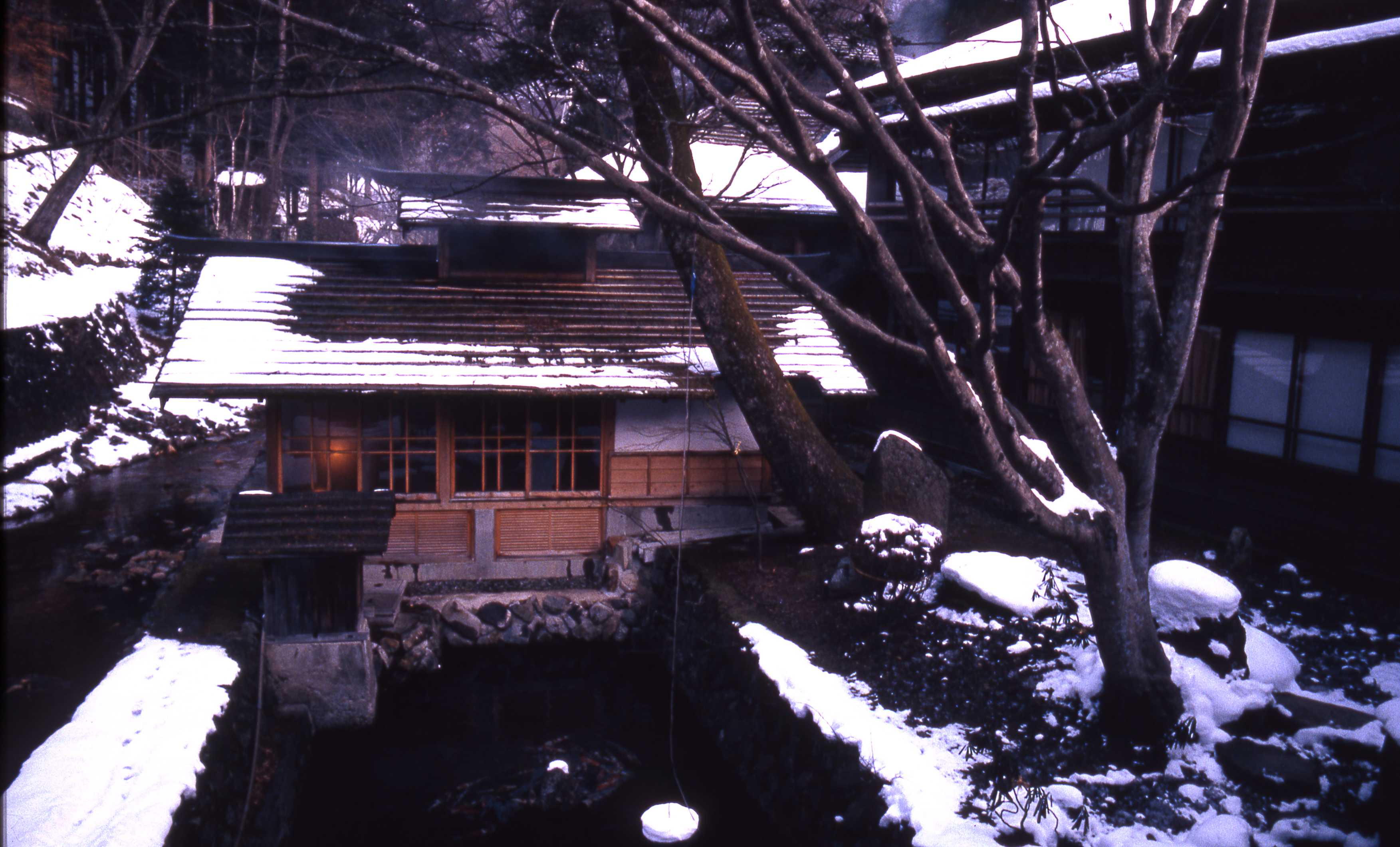
Ein Thermalbad im Hoshi Ryokan in der Awazu Onsen Gegend von Komatsu in der Präfektur Ishikawa, Japan. Das Ryokan entstand im Jahr 718.

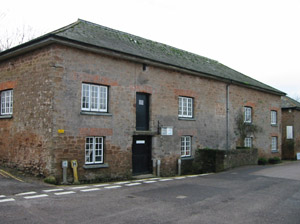
Die Otterton Mill im Dorf Otterton, in der Nähe von Budleigh Salterton in Devon, England.

| Jahr      | Unternehmen                     | Heutiger Staat         | Branche           | Belege                      |
| --------- | ------------------------------- | ---------------------- | ----------------- | --------------------------- |
| 705       | Nishiyama Onsen Keiunkan        | Japan                  | Hotel             | [ 4 ] [ 5 ]                 |
| 717       | Koman                           | Japan                  | Hotel             | [ 5 ] [ 6 ]                 |
| 718       | Hōshi                           | Japan                  | Hotel             | [ 6 ] [ 7 ] [ 8 ]           |
| 760       | TECH Kaihatsu                   | Japan                  | Maschinenbau      | [ 9 ]                       |
| 771       | Genda Shigyō                    | Japan                  | Papierwaren       | [ 10 ]                      |
| 803       | St. Peter Stiftskulinarium      | Österreich             | Restaurant        | [ 11 ] [ 12 ] [ 13 ] [ 14 ] |
| 862       | Staffelter Hof                  | Deutschland            | Wein              | [ 15 ] [ 16 ] [ 17 ]        |
| 885       | Tanaka-Iga                      | Japan                  | Religiöse Artikel | [ 6 ] [ 14 ]                |
| 953       | The Bingley Arms                | Vereinigtes Königreich | Bar               | [ 18 ] [ 19 ] [ 20 ]        |
| 970       | Nakamura Shaji                  | Japan                  | Baugewerbe        | [ 6 ]                       |
| 1000      | Château de Goulaine             | Frankreich             | Wein              | [ 7 ] [ 14 ] [ 21 ]         |
| 1000      | Pontificia Fonderia Marinelli   | Italien                | Gießerei          | [ 7 ] [ 21 ]                |
| 1000      | Ichimonjiya Wasuke              | Japan                  | Süßwaren          | [ 22 ]                      |
| 1024      | Shumiya-Shinbutsuguten          | Japan                  | Religiöse Artikel | [ 14 ]                      |
| 1050      | Weltenburger                    | Deutschland            | Brauerei          | [ 14 ]                      |
| 1060      | Wildbräu Grafing                | Deutschland            | Brauerei          | [ 23 ] [ 24 ] [ 25 ]        |
| 1068      | Wassermühle in Otterton         | Vereinigtes Königreich | Mühle             | [ 26 ] [ 27 ]               |
| 1074      | Benediktinerstift Admont        | Österreich             | Holzbearbeitung   |                             |
| 1075      | Yukiguni no Yado Takahan        | Japan                  | Hotel             | [ 28 ]                      |
| 1100      | Schloss Johannisberg            | Deutschland            | Wein              | [ 29 ] [ 30 ]               |
| 1126      | Taferne                         | Österreich             | Hotel             | [ 31 ]                      |
| 1134      | Geto Onsen                      | Japan                  | Hotel             | [ 32 ]                      |
| 1135      | Munke Mølle                     | Dänemark               | Mühle             | [ 33 ] [ 34 ]               |
| 1136      | Aberdeen Harbour Board          | Vereinigtes Königreich | Hafen             | [ 14 ] [ 35 ]               |
| 1141      | Barone Ricasoli                 | Italien                | Wein              | [ 7 ] [ 21 ]                |
| 1141      | Sudo Honke                      | Japan                  | Sake              | [ 36 ] [ 37 ] [ 38 ]        |
| 1158      | Bayerisches Hauptmünzamt        | Deutschland            | Münzprägestätte   | [ 39 ]                      |
| 1160      | Tsuen Tea                       | Japan                  | Tee               | [ 6 ]                       |
| 1177–1180 | Gorobee Ame                     | Japan                  | Süßwaren          | [ 40 ]                      |
| 1184      | Fujito                          | Japan                  | Süßwaren          | [ 41 ]                      |
| 1184      | Kikuoka                         | Japan                  | Kräuter           | [ 42 ] [ 43 ]               |
| 1184      | Sakan Ryokan                    | Japan                  | Hotel             | [ 44 ] [ 45 ]               |
| 1189      | Ito Tekko                       | Japan                  | Metallbearbeitung | [ 46 ]                      |
| 1190      | Shirasagiyu Tawaraya            | Japan                  | Hotel             | [ 47 ]                      |
| 1190–1199 | Kotabe Foundry                  | Japan                  | Gießerei          | [ 48 ]                      |
| 1191      | Tosen Goshobo                   | Japan                  | Hotel             | [ 49 ]                      |
| 1191      | Arima Onsen Okunobo             | Japan                  | Hotel             | [ 50 ] [ 51 ]               |
| 1192      | Yoshinoya Irokuen               | Japan                  | Hotel             | [ 52 ]                      |
| 1198      | The Brazen Head                 | Irland                 | Bar               | [ 53 ] [ 54 ] [ 55 ] [ 56 ] |
| 1203      | Angel & Royal                   | Vereinigtes Königreich | Hotel             | [ 57 ] [ 58 ] [ 59 ]        |
| 1221      | Farmacia di Santa Maria Novella | Italien                | Apotheke          |                             |
| 1225      | Spitalkellerei Konstanz         | Deutschland            | Weingut           | [ 60 ]                      |
| 1229      | Brauerei Hofstetten             | Österreich             | Brauerei          |                             |
| vor 1230  | Gasthof Sternen                 | Schweiz                | Restaurant        |                             |
| 1239      | Eyguebelle                      | Frankreich             | Wein              | [ 2 ] [ 61 ]                |
| vor 1241  | Löwen-Apotheke (Trier)          | Deutschland            | Apotheke          | [ 62 ]                      |
| 1242      | The Bear Inn                    | Vereinigtes Königreich | Bar               | [ 63 ] [ 64 ] [ 65 ]        |
| 1246      | Sanct Peter                     | Deutschland            | Hotel             | [ 66 ] [ 67 ]               |
| 1250      | Wieliczka                       | Polen                  | Salz              |                             |
| 1266      | Privatbrauerei Bolten           | Deutschland            | Brauerei          |                             |
| 1268      | Brauerei Aldersbach             | Deutschland            | Brauerei          |                             |
| 1270      | Frapin                          | Frankreich             | Cognac            | [ 68 ] [ 69 ]               |
| 1270      | Rösselmehl                      | Österreich             | Mehl              | [ 70 ]                      |
| 1270      | Brauerei Hirt                   | Österreich             | Brauerei          |                             |
| 1283      | Fürstenberg                     | Deutschland            | Brauerei          |                             |
| 1283      | Rhanerbräu                      | Deutschland            | Brauerei          |                             |
| 1288      | StoraEnso                       | Finnland               | Papier            | [ 14 ]                      |
| 1295      | Barovier & Toso                 | Italien                | Glas              | [ 7 ] [ 21 ] [ 71 ]         |

## 1300 bis 1399

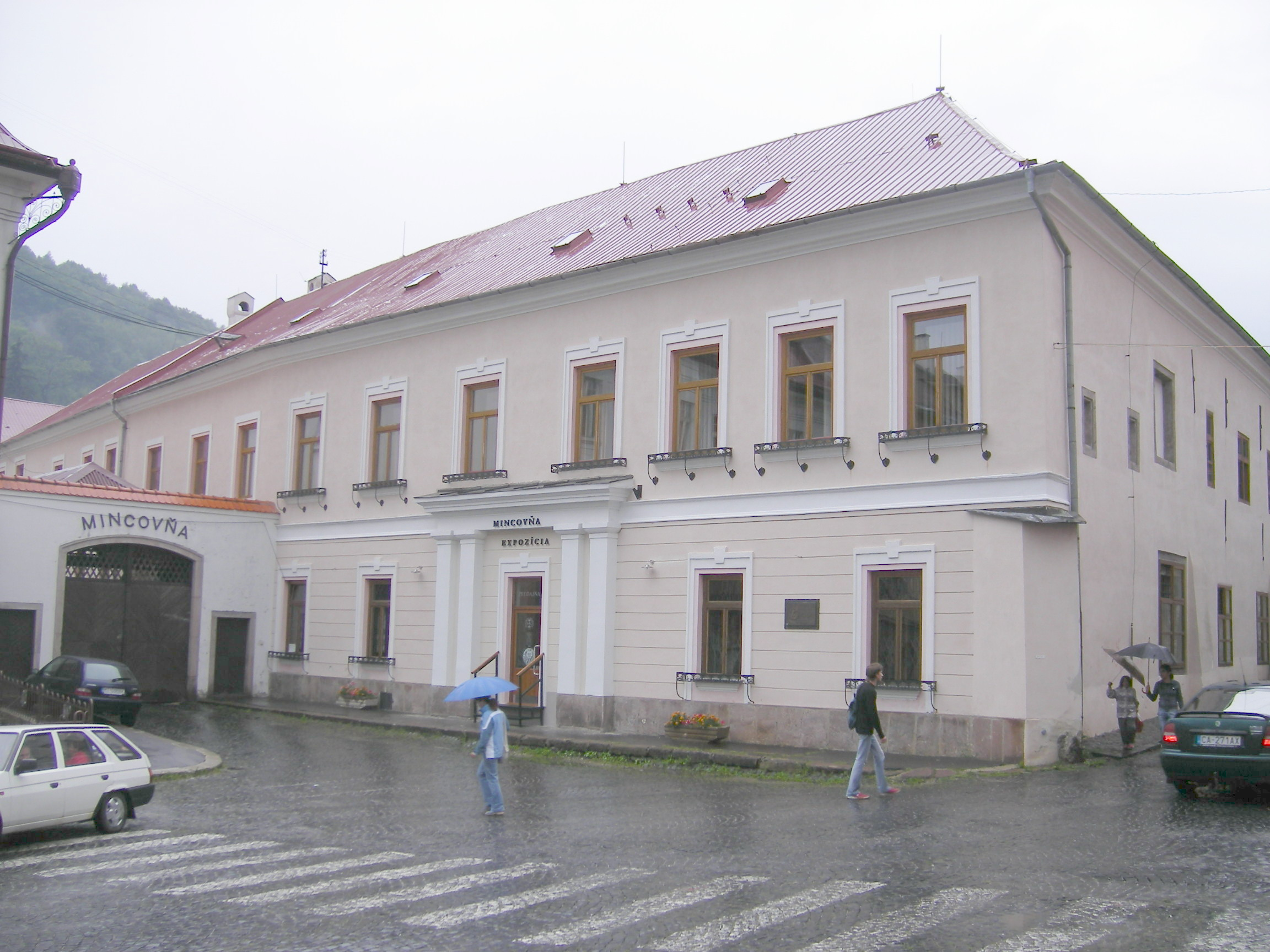
Ein Bild des alten Gebäudes der Münze in Kremnica (mittlere Slowakei). Es dient jetzt als Ausstellungsort für historische Maschinen.

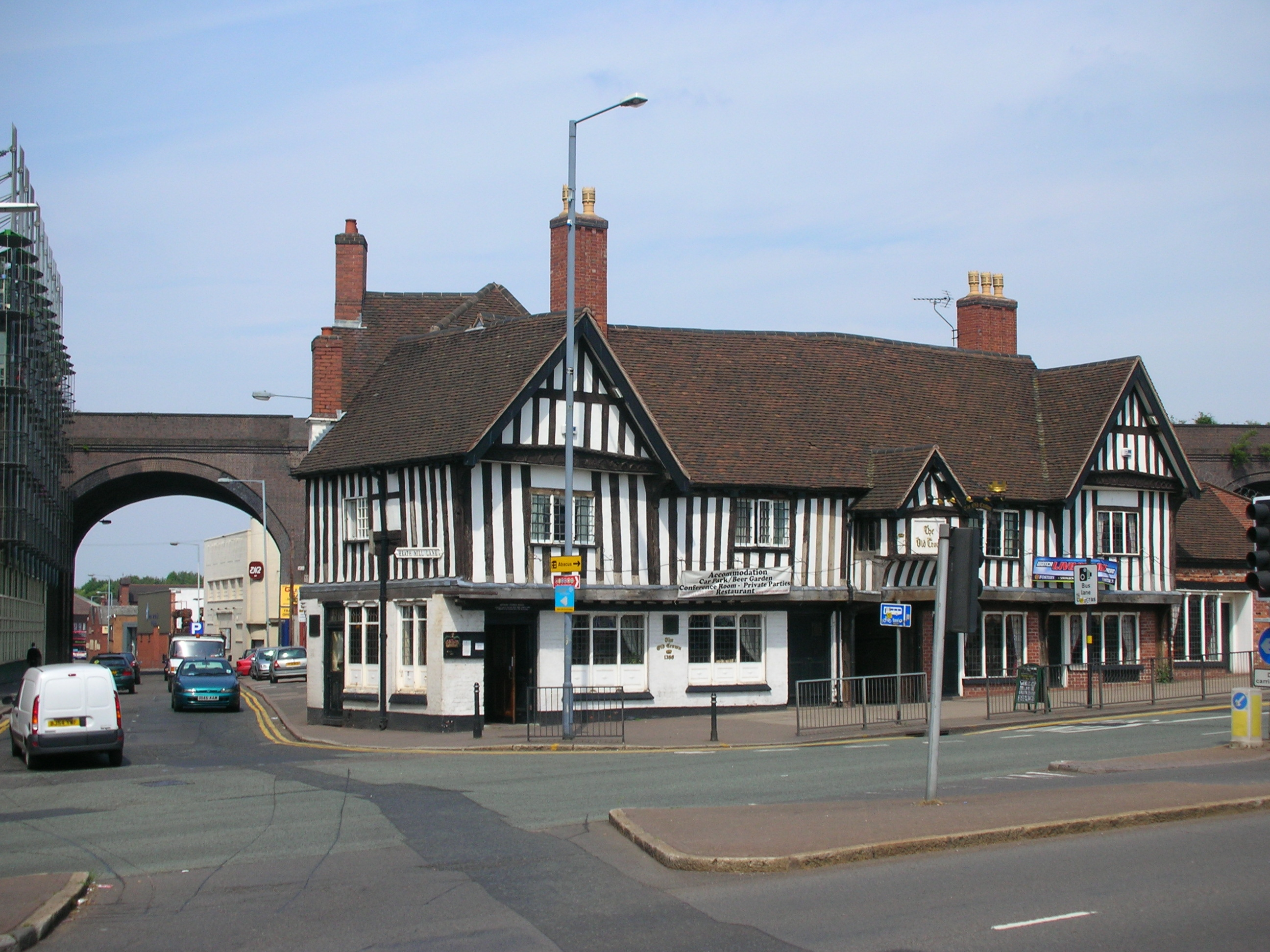
Die Old Crown ist ein Pub in Deritend, England, einem historischen Gebiet von Birmingham, und ist das älteste existierende weltliche Gebäude in Birmingham. Es ist Grade II* listed, und soll auf das Jahr circa 1368 zurückgehen.

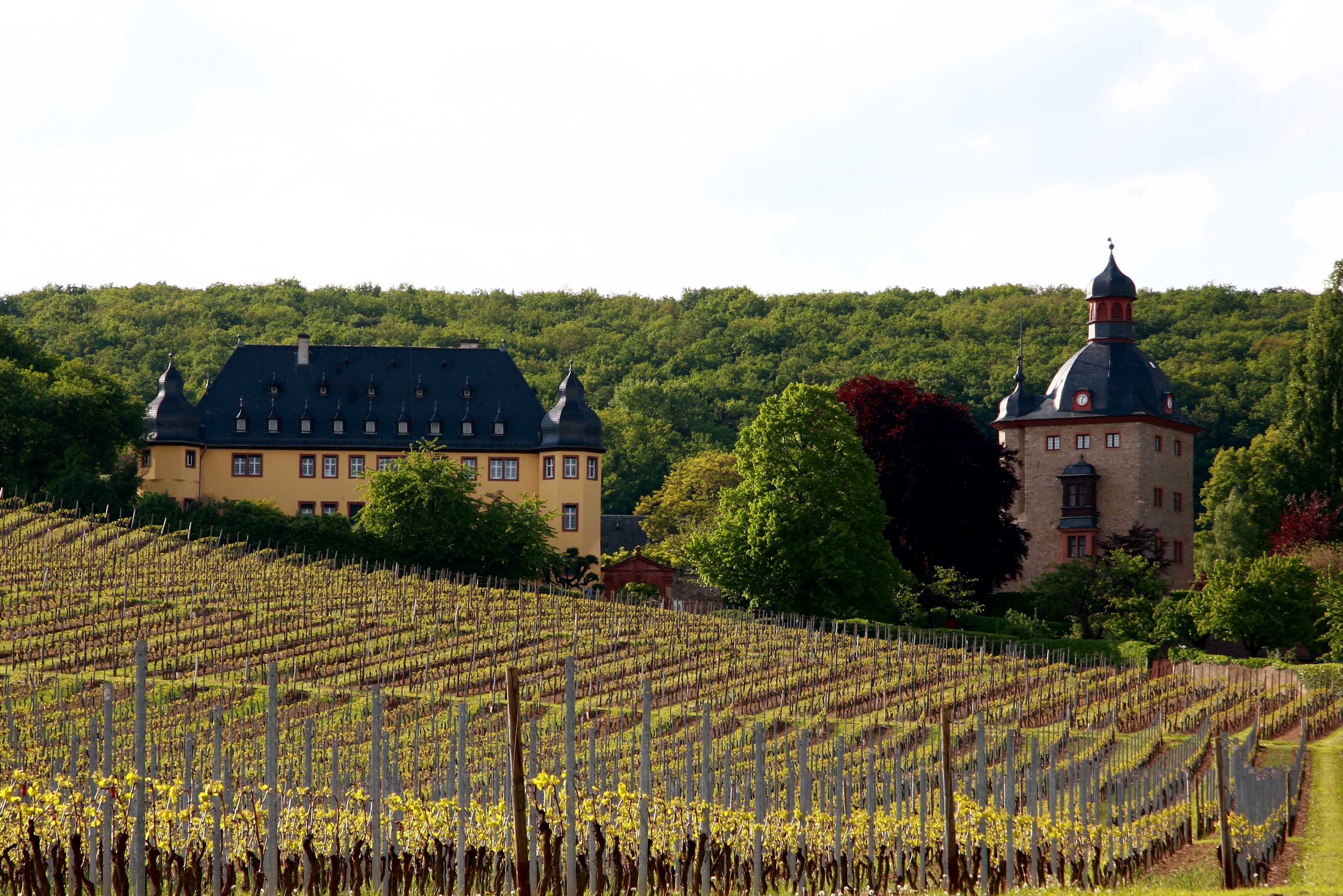
Schloss Vollrads ist ein Schloss und ein Weingut im Rheingau, wo seit über 800 Jahren Wein hergestellt wird.

| Jahr     | Unternehmen                  | Heutiger Staat         | Branche          | Quellen       |
| -------- | ---------------------------- | ---------------------- | ---------------- | ------------- |
| 1300     | Brauerei zum Kuchlbauer      | Deutschland            | Brauerei         |               |
| 1300     | Orso Grigio                  | Italien                | Hotel            | [ 74 ]        |
| 1304     | Pilgrimhaus                  | Deutschland            | Hotel            | [ 7 ] [ 21 ]  |
| 1308     | Aktienbrauerei Kaufbeuren    | Deutschland            | Brauerei         |               |
| 1308     | Frescobaldi                  | Italien                | Wein             | [ 75 ]        |
| 1311     | Notoya                       | Japan                  | Hotel            | [ 47 ]        |
| 1312     | Higashiya                    | Japan                  | Hotel            | [ 76 ]        |
| 1313     | Landgasthof Mayr             | Österreich             | Hotel            | [ 77 ]        |
| 1318     | Ratsapotheke (Hildesheim)    | Deutschland            | Apotheke         | [ 78 ]        |
| 1319     | Sankogan                     | Japan                  | Apotheke         | [ 79 ]        |
| 1321     | Browar Namysłów              | Polen                  | Brauerei         | [ 61 ] [ 80 ] |
| 1323     | Interlaken                   | Schweiz                | Hotel            | [ 81 ] [ 82 ] |
| 1324     | Kyteler's Inn                | Irland                 | Restaurant       | [ 83 ]        |
| 1326     | Richard de Bas               | Frankreich             | Papier           | [ 7 ] [ 21 ]  |
| 1327     | Korenya Shingetsuan          | Japan                  | Süßwaren         | [ 84 ]        |
| 1328     | Augustiner-Bräu              | Deutschland            | Brauerei         |               |
| 1328     | Mincovňa Kremnica            | Slowakei               | Münze            | [ 14 ]        |
| 1329     | Kanbukuro                    | Japan                  | Süßwaren         | [ 85 ]        |
| 1330     | Schloss Vollrads             | Deutschland            | Wein             | [ 73 ]        |
| 1331     | Hofpfisterei                 | Deutschland            | Bäckerei         |               |
| vor 1333 | Kuroda Sennendo              | Japan                  | Süßwaren         | [ 86 ]        |
| 1334     | Gmachl                       | Österreich             | Hotel            | [ 77 ]        |
| 1335     | Olde Bell                    | Vereinigtes Königreich | Hotel            | [ 74 ]        |
| 1335     | Weingut Karthäuserhof        | Deutschland            | Wein             |               |
| 1337     | Maruya                       | Japan                  | Miso             | [ 87 ]        |
| 1340     | Brauerei Brand               | Niederlande            | Brauerei         | [ 88 ]        |
| 1340     | Landgasthof Löwen            | Schweiz                | Restaurant       | [ 89 ]        |
| 1345     | La Couronne                  | Frankreich             | Restaurant       | [ 90 ]        |
| 1348     | Pivovar Broumov              | Tschechien             | Brauerei         | [ 61 ] [ 91 ] |
| 1348     | Haus zum Rüden               | Schweiz                | Restaurant       |               |
| 1349     | Shiose                       | Japan                  | Süßwaren         | [ 92 ]        |
| 1349     | Gasthof zum Goldenen Sternen | Schweiz                | Restaurant       | [ 93 ]        |
| 1350     | Schmidberger                 | Österreich             | Schmied          | [ 94 ]        |
| 1356     | Gasthof zum Bären            | Schweiz                | Restaurant       | [ 95 ]        |
| 1357     | Hotel Storchen Zürich        | Schweiz                | Hotel            | [ 96 ]        |
| 1363     | Franziskaner                 | Deutschland            | Brauerei         |               |
| 1364     | Löwen-Apotheke (Ulm)         | Deutschland            | Apotheke         | [ 97 ]        |
| 1366     | Stella Artois                | Belgien                | Brauerei         | [ 61 ]        |
| 1367     | H. Rüetschi                  | Schweiz                | Glockengiesserei | [ 98 ]        |
| 1368     | Old Crown                    | Vereinigtes Königreich | Restaurant       |               |
| 1368     | Uiro                         | Japan                  | Apotheke         | [ 99 ]        |
| 1369     | Torrini Firenze              | Italien                | Schmuck          | [ 7 ] [ 21 ]  |
| 1371     | Wynhus zum Bären             | Schweiz                | Restaurant       | [ 100 ]       |
| 1375     | Al Cappello Rosso            | Italien                | Hotel            | [ 101 ]       |
| 1378     | Einbecker Brauhaus           | Deutschland            | Brauerei         | [ 102 ]       |
| 1380     | Gastagwirt                   | Österreich             | Hotel            | [ 103 ]       |
| 1380     | Roter Hahn                   | Deutschland            | Hotel            | [ 104 ]       |
| 1385     | Antinori                     | Italien                | Wein             | [ 7 ] [ 21 ]  |
| 1386     | Brauhaus Riegele             | Deutschland            | Brauerei         | [ 105 ]       |
| 1389     | Engel Apotheke               | Schweiz                | Apotheke         | [ 106 ]       |
| 1390     | Goldener Adler               | Österreich             | Hotel            | [ 107 ]       |
| 1394     | Allgäuer Brauhaus            | Deutschland            | Brauerei         | [ 108 ]       |
| 1395     | Namariichi                   | Japan                  | Chemikalien      | [ 109 ]       |
| 1396     | Hotel Adler                  | Schweiz                | Hotel            | [ 110 ]       |
| 1397     | Grand Hotel de Draak         | Niederlande            | Hotel            | [ 88 ]        |
| 1397     | Spatenbräu                   | Deutschland            | Brauerei         |               |
| 1398     | Schnupp                      | Deutschland            | Restaurant       | [ 111 ]       |
| 1399     | Stein                        | Österreich             | Hotel            | [ 112 ]       |

## 1400 bis 1499

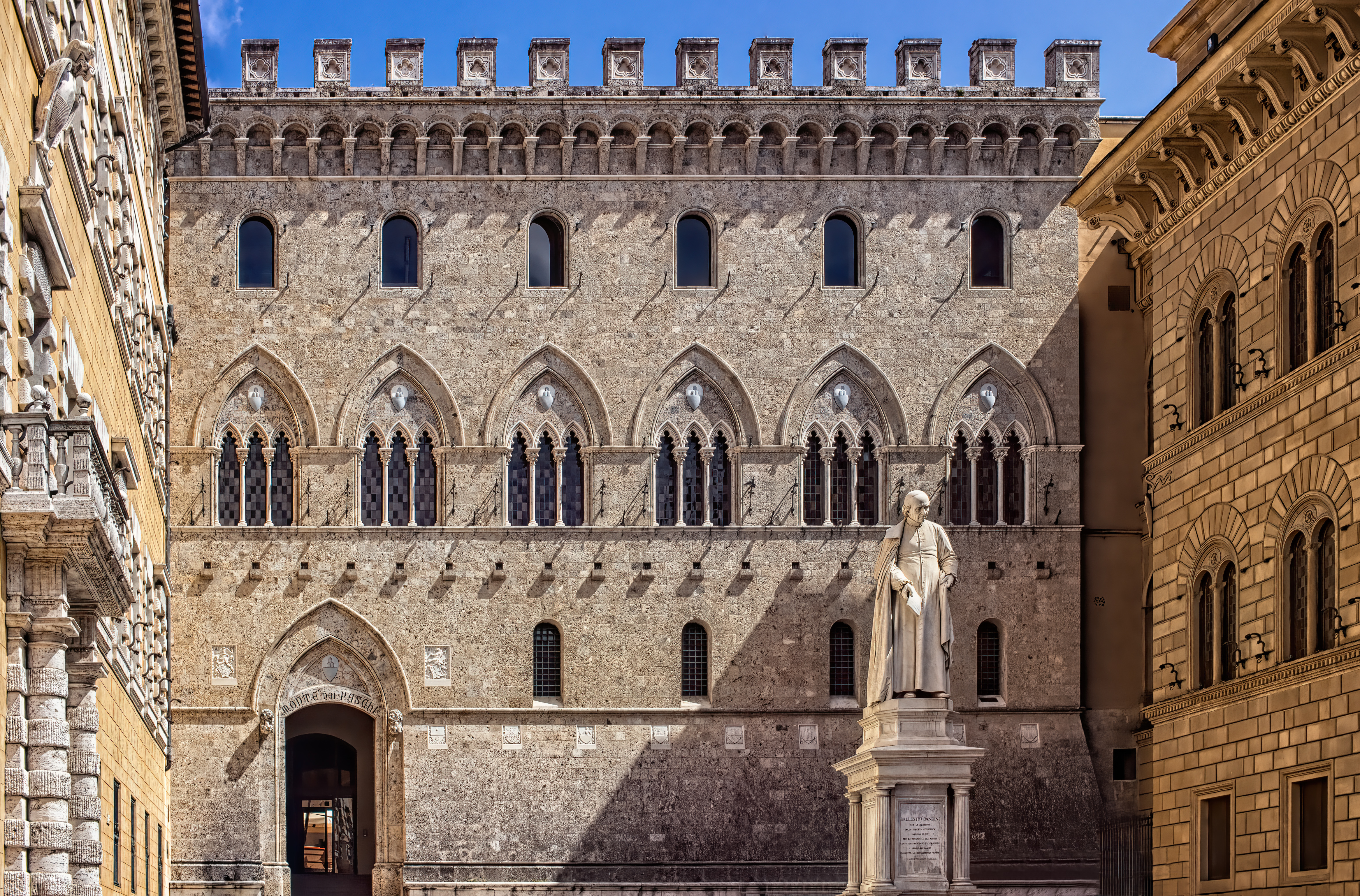
Banca Monte dei Paschi di Siena in Siena, Italien ist die älteste noch bestehende Bank der Welt und Italiens drittgrößte Bank. Sie wurde 1472 gegründet.

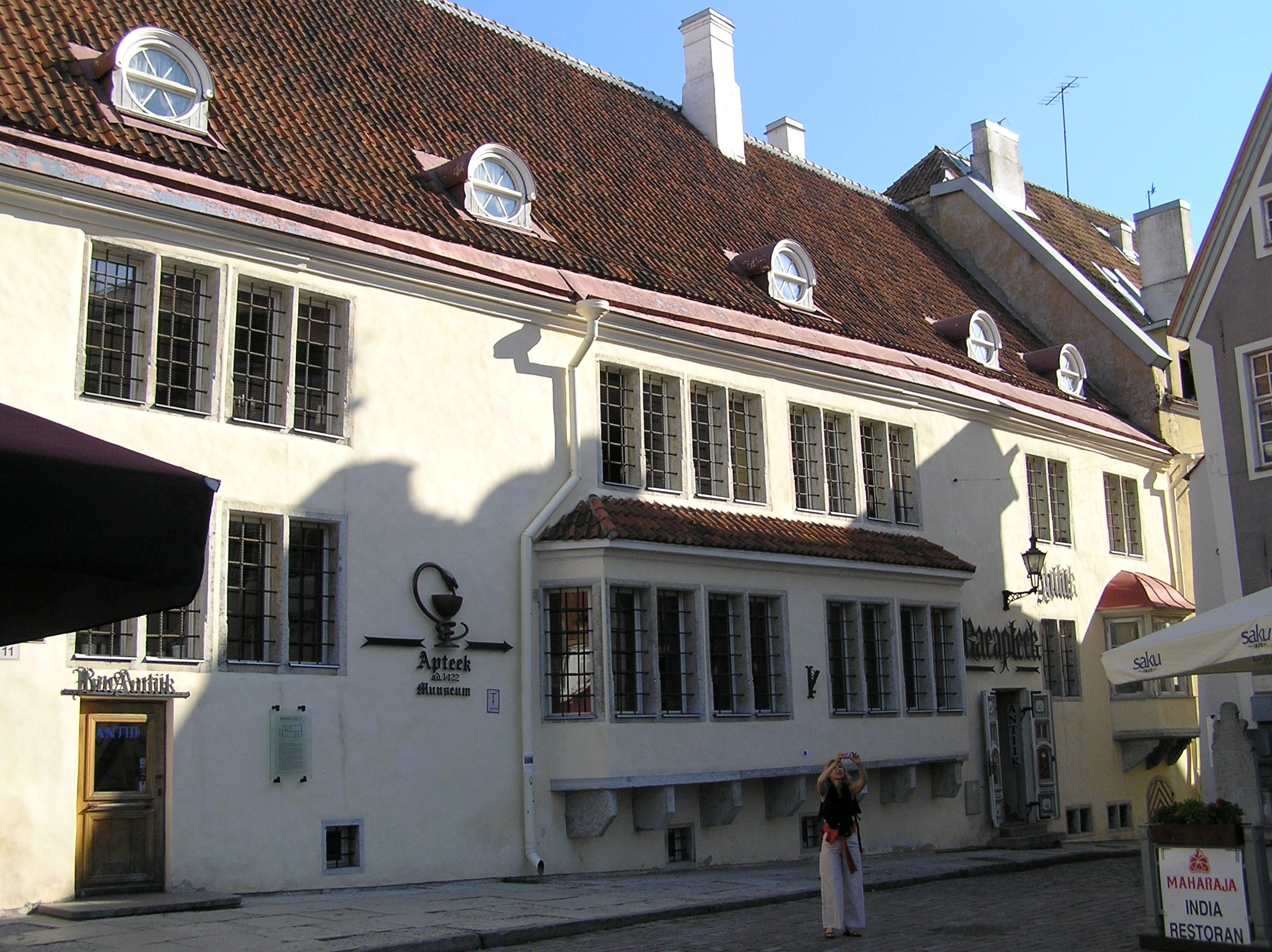
Die Raeapteek in der Stadtmitte von Tallinn, Estland ist eine der ältesten ununterbrochen betriebenen Apotheken in Europa. Sie besteht seit dem frühen 15. Jahrhundert im selben Gebäude und ist auch das älteste Wirtschaftsunternehmen sowie die älteste medizinische Einrichtung in Tallinn.

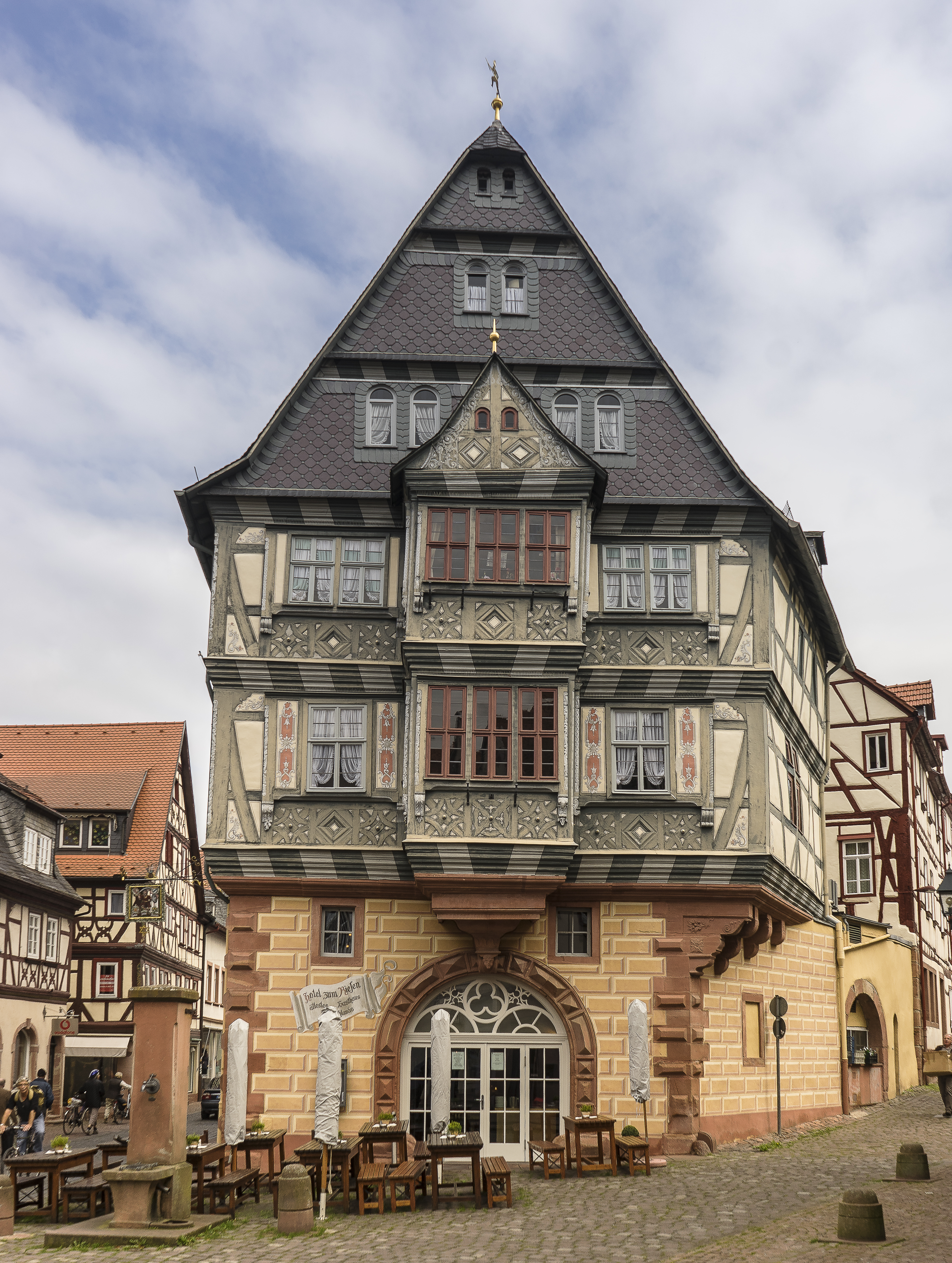
Das Hotel Zum Riesen in Miltenberg, Deutschland, 2014. Es ist eines der ältesten Hotels in Deutschland und stammt mindestens aus dem Jahr 1411.

| Jahr             | Unternehmen                         | Heutiger Staat         | Branche                          | Quellen        |
| ---------------- | ----------------------------------- | ---------------------- | -------------------------------- | -------------- |
| 1405             | Ratskeller Bremen                   | Deutschland            | Restaurant                       |                |
| 1405             | Schlenkerla                         | Deutschland            | Brauerei                         |                |
| 1410             | Brauerei Schrems                    | Österreich             | Brauerei                         | [ 113 ]        |
| 1411             | Zum Riesen (Miltenberg)             | Deutschland            | Restaurant                       |                |
| 1412             | Zum Goldenen Sternen                | Schweiz                | Restaurant                       | [ 114 ]        |
| 1413             | Zum Stachel                         | Deutschland            | Restaurant                       | [ 115 ]        |
| 1416             | Bianyifang                          | China                  | Restaurant                       | [ 116 ]        |
| 1418             | Hotel Krone, Solothurn              | Schweiz                | Hotel                            | [ 117 ]        |
| 1418             | Krumbad                             | Deutschland            | Bäderbetrieb                     |                |
| 1418             | Les Bonnets Rouges                  | Frankreich             | Hotel                            | [ 118 ]        |
| 1419             | Barbarossa Hotel                    | Deutschland            | Hotel                            | [ 119 ]        |
| 1421             | Kameya Mutsu                        | Japan                  | Konditorei                       | [ 120 ]        |
| 1422             | Raeapteek                           | Estland                | Apotheke                         |                |
| 1426             | Mühle Sting                         | Deutschland            | Mühle                            | [ 121 ]        |
| 1428             | Saku                                | Japan                  | Hotel                            | [ 122 ]        |
| 1429             | Privatbrauerei Wittingen            | Deutschland            | Brauerei                         |                |
| 1430             | Dortmunder Kronen                   | Deutschland            | Brauerei                         | [ 123 ]        |
| 1431             | Bratwurst-Röslein                   | Deutschland            | Restaurant                       | [ 124 ]        |
| 1434             | Lodenwalke Ramsau am Dachstein      | Österreich             | Bekleidung                       | [ 125 ]        |
| 1435             | Schloss Sommerhausen                | Deutschland            | Wein                             | [ 126 ]        |
| 1435             | Hecht Am See                        | Schweiz                | Restaurant                       | [ 127 ]        |
| 1436             | Wernesgrüner                        | Deutschland            | Brauerei                         |                |
| 1437             | Moserhof                            | Österreich             | Hotel                            | [ 128 ]        |
| 1438             | Andechs                             | Deutschland            | Restaurant                       | [ 129 ]        |
| 1438 (oder 1483) | Camuffo di Portogruaro              | Italien                | Bootsbau                         | [ 7 ] [ 21 ]   |
| 1439             | Weideneder                          | Deutschland            | Brauerei                         | [ 130 ]        |
| 1439             | Zum Goldenen Anker (Lübeck)         | Deutschland            | Hotel                            | [ 131 ]        |
| 1440             | Keulahütte                          | Deutschland            | Eisengießerei                    |                |
| 1441–1450        | Grafelijke Korenmolen               | Niederlande            | Mühle                            | [ 88 ] [ 132 ] |
| 1446             | Rother Ochsen                       | Schweiz                | Weinbar                          | [ 133 ]        |
| 1447             | Griechenbeisl                       | Österreich             | Restaurant                       | [ 134 ]        |
| 1447             | Hotel Krone (Matrei am Brenner)     | Österreich             | Hotel                            | [ 135 ]        |
| 1447             | Privat-Brauerei Zötler              | Deutschland            | Brauerei                         | [ 136 ]        |
| 1452             | Achenbach Buschhütten GmbH & Co. KG | Deutschland            | Maschinenbau                     | [ 137 ]        |
| 1455             | Klosterbrauerei Andechs             | Deutschland            | Brauerei                         | [ 138 ]        |
| 1458             | Zum Schwan (Oschatz)                | Deutschland            | Hotel                            | [ 139 ]        |
| 1461             | Friedels Keller                     | Deutschland            | Brauerei                         | [ 140 ]        |
| 1461             | Hotel Lilie                         | Italien                | Hotel                            | [ 141 ]        |
| 1462             | Brauerei Eck                        | Deutschland            | Brauerei                         | [ 142 ]        |
| 1462             | Senkiya                             | Japan                  | Tee                              | [ 143 ]        |
| 1465             | Weingut Geierslay                   | Deutschland            | Wein                             | [ 144 ]        |
| 1465             | Owariya                             | Japan                  | Restaurant                       | [ 145 ]        |
| 1466             | Berg Brauerei                       | Deutschland            | Brauerei                         | [ 146 ]        |
| 1466             | Gallet & Co.                        | Schweiz                | Uhren                            | [ 147 ]        |
| 1467             | Inoue                               | Japan                  | Tee                              | [ 148 ]        |
| 1470             | Jean Roze                           | Frankreich             | Textilien                        | [ 71 ]         |
| 1470             | Mazlo                               | Frankreich             | Juwelier                         |                |
| 1471             | Hüttenwerke Königsbronn             | Deutschland            | Eisengewinnung und -verarbeitung |                |
| 1472             | Bad Osterfingen                     | Schweiz                | Restaurant                       | [ 149 ]        |
| 1472             | Hirschgasse (Heidelberg)            | Deutschland            | Hotel                            | [ 150 ]        |
| 1472             | Monte dei Paschi di Siena           | Italien                | Bank                             |                |
| 1473             | Gebrüder Weiss                      | Österreich             | Transport                        | [ 151 ]        |
| 1473             | Steiger                             | Slovakia               | Brauerei                         | [ 61 ]         |
| 1474             | Kindli                              | Schweiz                | Hotel                            | [ 152 ]        |
| 1475             | La Rochere                          | Frankreich             | Glas                             | [ 153 ]        |
| 1476             | Pfahnl                              | Österreich             | Mühle                            | [ 154 ]        |
| 1477             | Hirzinger                           | Deutschland            | Hotel                            | [ 155 ]        |
| 1477             | Mizuta Gyokuundo                    | Japan                  | Süßwaren                         | [ 156 ]        |
| 1483             | Gasthaus Sonne (Winterthur)         | Schweiz                | Restaurant                       | [ 157 ]        |
| 1485             | Krone                               | Deutschland            | Restaurant                       | [ 158 ]        |
| 1487             | Hiraizumi                           | Japan                  | Sake                             | [ 159 ]        |
| 1488             | Rathbornes Candles                  | Irland                 | Kerzen                           |                |
| 1488             | Schwabe                             | Schweiz                | Verlag                           | [ 160 ]        |
| 1491             | Sommerhuber                         | Österreich             | Keramik                          | [ 161 ]        |
| 1492             | Privatbrauerei Hofmühl              | Deutschland            | Brauerei                         |                |
| 1492             | Stieglbrauerei zu Salzburg          | Österreich             | Brauerei                         |                |
| 1494             | Bürgerbräu Bad Reichenhall          | Deutschland            | Brauerei                         | [ 162 ]        |
| 1495             | Baronnie de Coussergues             | Frankreich             | Wein                             | [ 7 ] [ 71 ]   |
| 1497             | Raventós i Blanc                    | Spanien                | Wein                             | [ 163 ]        |
| vor 1498         | Hotel Schwarzer Bär Jena            | Deutschland            | Hotel                            |                |
| 1498             | Shore Porters                       | Vereinigtes Königreich | Transport                        | [ 71 ] [ 164 ] |
| 1499             | U Fleků Prag                        | Tschechien             | Brauerei                         |                |

## 1500 bis 1599

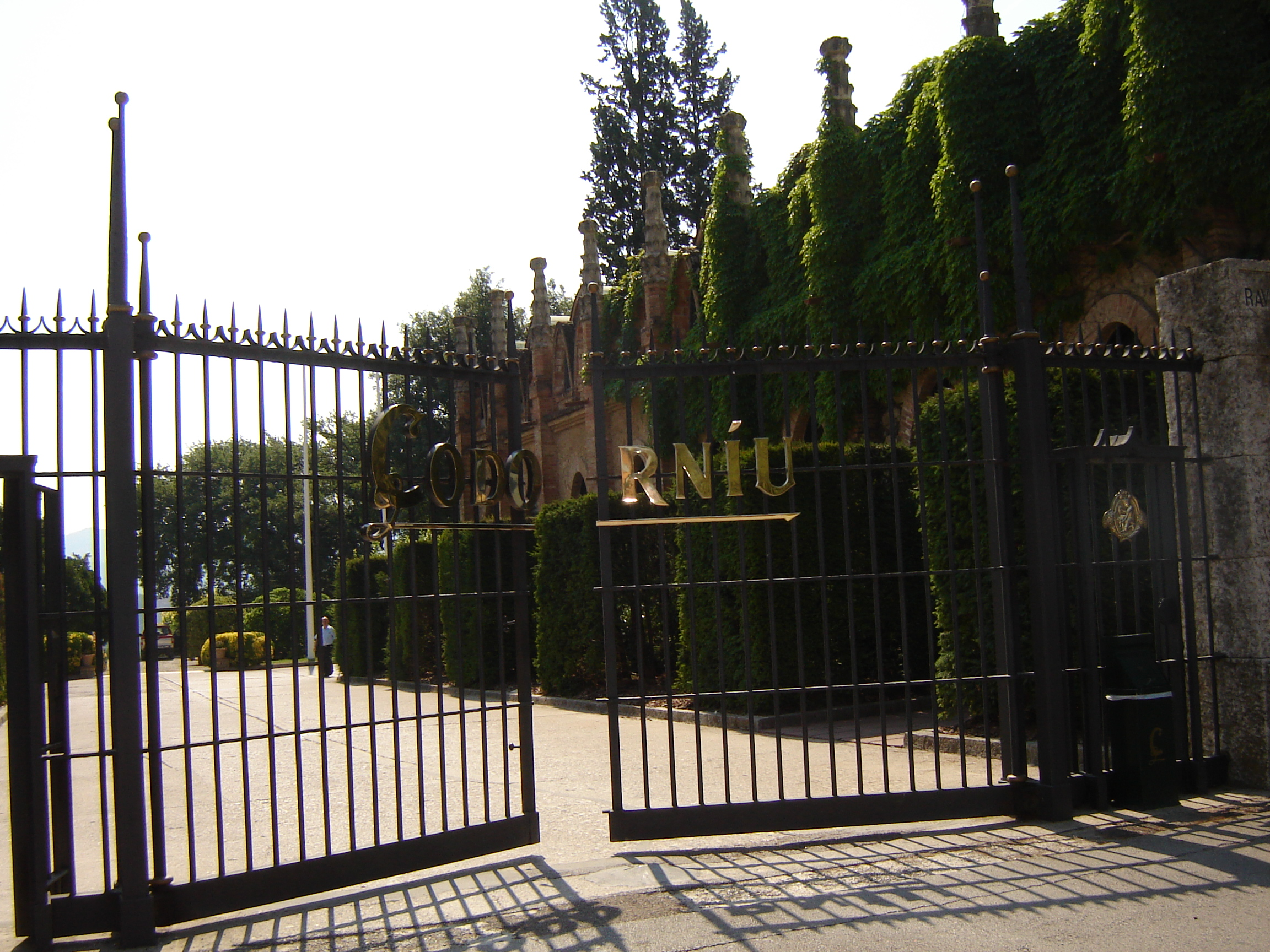
Das Eingangstor der Codorníu Winery, Katalonien, Spanien

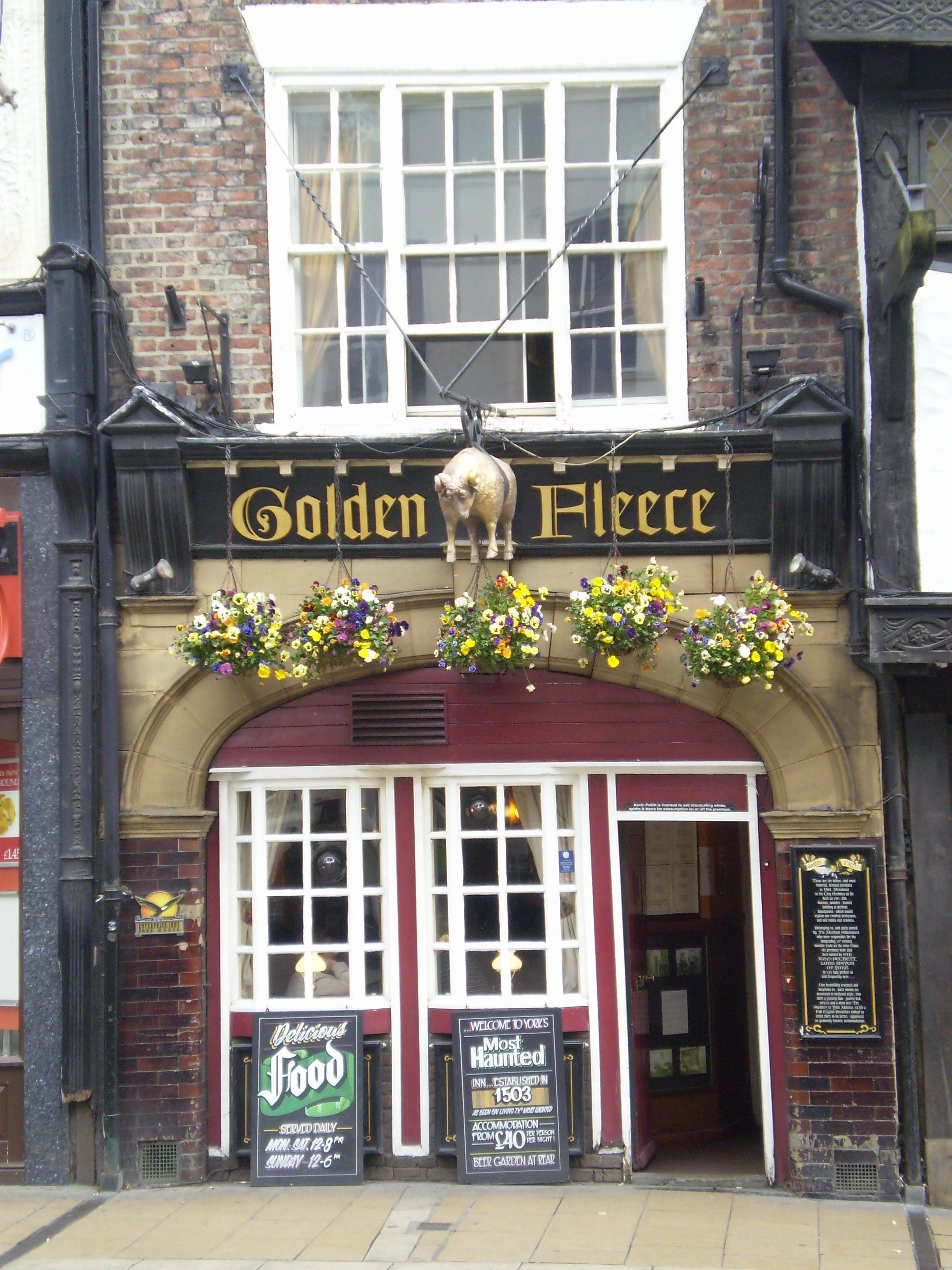
Der Golden Fleece Inn in York, England

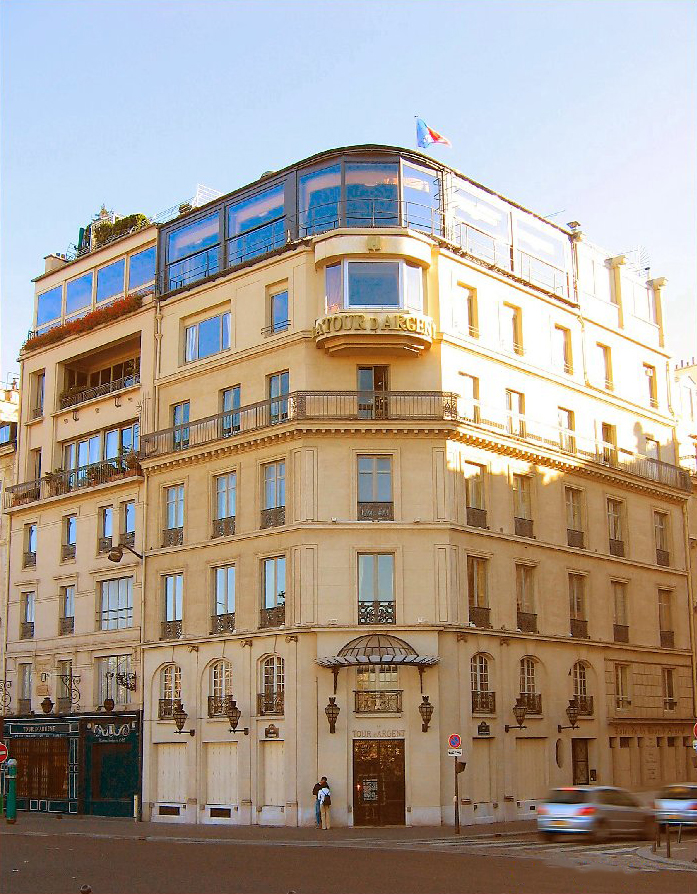
Das Restaurant Tour d’Argent in Paris, Frankreich

| Jahr      | Unternehmen                            | Heutiger Staat         | Branche            | Quellen                 |
| --------- | -------------------------------------- | ---------------------- | ------------------ | ----------------------- |
| 1500      | Ubaldo Grazia                          | Italien                | Keramik            | [ 7 ] [ 21 ]            |
| 1501      | Fukkodo                                | Japan                  | Bürsten            | [ 165 ]                 |
| 1502      | Tsutaya                                | Japan                  | Süßwaren           | [ 166 ]                 |
| 1502      | Chigira Jinsentei                      | Japan                  | Hotel              | [ 167 ] [ 168 ]         |
| 1503      | Golden Fleece Inn                      | Vereinigtes Königreich | Restaurant         | [ 169 ] [ 170 ]         |
| 1503      | Kawabata Doki                          | Japan                  | Süßwaren           | [ 171 ]                 |
| 1504–1520 | Ishiga Honten                          | Japan                  | Religiöse Artikel  | [ 172 ]                 |
| vor 1505  | Kenbishi                               | Japan                  | Sake               | [ 173 ]                 |
| 1506      | Herold                                 | Tschechien             | Brauerei           |                         |
| 1509      | Roter Hirsch                           | Deutschland            | Restaurant         | [ 174 ]                 |
| 1514      | Gampertbräu                            | Deutschland            | Brauerei           | [ 175 ]                 |
| 1515      | R J Balson & Son                       | Vereinigtes Königreich | Metzgerei          | [ 176 ]                 |
| 1515      | Café Vlissinghe                        | Belgien                | Restaurant         | [ 177 ]                 |
| 1516      | Zeilinger                              | Österreich             | Metallbearbeitung  | [ 178 ]                 |
| 1517      | Měšťanský pivovar v Poličce            | Tschechien             | Brauerei           | [ 91 ] [ 179 ]          |
| 1517      | Salzbergwerk Berchtesgaden             | Deutschland            | Salz               | [ 180 ]                 |
| 1519      | Orell Füssli                           | Schweiz                | Druckerei          | [ 61 ] [ 181 ] [ 182 ]  |
| 1520er    | Toraya                                 | Japan                  | Süßwaren           | [ 183 ]                 |
| 1521      | Spiegelau Glas                         | Deutschland            | Glas               |                         |
| 1521      | Gasthaus Löwen Salez                   | Schweiz                | Gaststätte         |                         |
| 1524      | Löwenbräu                              | Deutschland            | Brauerei           |                         |
| 1524      | Hostal de Pinós                        | Spanien                | Restaurant         | [ 184 ]                 |
| 1525      | Auerbachs Keller Leipzig               | Deutschland            | Restaurant         |                         |
| 1526      | Bären Twann                            | Schweiz                | Hotel              | [ 185 ]                 |
| 1526      | Beretta                                | Italien                | Feuerwaffen        | [ 186 ] [ 187 ] [ 188 ] |
| 1526      | Gilde Brauerei                         | Deutschland            | Brauerei           | [ 189 ]                 |
| 1530      | William Prym                           | Deutschland            | Metallbearbeitung  | [ 7 ]                   |
| 1530      | Liubiju                                | China                  | Eingelegtes Gemüse | [ 190 ]                 |
| 1531      | Korn und Berg                          | Deutschland            | Buchhandel         | [ 191 ]                 |
| 1532      | Yamaji                                 | Japan                  | Sake               | [ 192 ]                 |
| 1532      | Honke Kojima                           | Japan                  | Süßwaren           | [ 193 ]                 |
| 1533      | Klosterbräu Bamberg                    | Deutschland            | Restaurant         | [ 194 ]                 |
| 1533      | Zvon                                   | Tschechien             | Hotel              | [ 195 ]                 |
| 1534      | Cambridge University Press             | Vereinigtes Königreich | Verlag             | [ 196 ] [ 197 ]         |
| 1534      | Ur-Krostitzer                          | Deutschland            | Brauerei           | [ 198 ]                 |
| 1534      | Matsuokaya                             | Japan                  | Saucen             | [ 199 ]                 |
| 1536      | Izumiya Ryokan                         | Japan                  | Hotel              | [ 200 ]                 |
| 1538      | Nomiyama                               | Japan                  | Immobilien         | [ 165 ]                 |
| 1538      | DREWSEN Spezialpapiere                 | Deutschland            | Papier             | [ 201 ]                 |
| 1538      | Ye Olde Cheshire Cheese                | Vereinigtes Königreich | Bar                |                         |
| 1539      | Banco di Napoli                        | Italien                | Bank               | [ 202 ]                 |
| 1540      | Shusen Kurano                          | Japan                  | Sake               | [ 203 ]                 |
| 1541      | John Brooke                            | Vereinigtes Königreich | Bekleidung         | [ 7 ] [ 204 ] [ 205 ]   |
| 1542      | Urs und Viktor                         | Schweiz                | Restaurant         | [ 206 ]                 |
| 1542      | Wolferstetter                          | Deutschland            | Brauerei           | [ 207 ]                 |
| 1543      | Köstritzer                             | Deutschland            | Brauerei           |                         |
| 1543      | Hof-Apotheke (Coburg)                  | Deutschland            | Apotheke           | [ 208 ]                 |
| 1545      | Touwfabriek G. van der Lee             | Niederlande            | Seilerei           | [ 88 ] [ 209 ]          |
| 1545      | Brauerei Roman                         | Belgien                | Brauerei           | [ 210 ] [ 211 ] [ 212 ] |
| 1546      | Fubokaku                               | Japan                  | Hotel              | [ 213 ]                 |
| 1547      | Kunitomo Kyutaro                       | Japan                  | Schießpulver       | [ 192 ]                 |
| 1548      | Can Bonastre                           | Spanien                | Wein               | [ 214 ]                 |
| 1548      | Yoshinogawa                            | Japan                  | Sake               | [ 215 ]                 |
| 1550      | Konishi                                | Japan                  | Sake               | [ 216 ]                 |
| 1550      | Riess                                  | Österreich             | Metallbearbeitung  | [ 217 ]                 |
| 1550      | Sasaiya                                | Japan                  | Süßwaren           | [ 218 ]                 |
| 1550      | Izeki                                  | Japan                  | Bekleidung         | [ 219 ]                 |
| 1550      | Wullbrandt + Seele                     | Deutschland            | Baustoffe          | [ 220 ]                 |
| 1551      | De Zalm                                | Niederlande            | Hotel              | [ 88 ]                  |
| 1551      | Hof-Apotheke (Stuttgart)               | Deutschland            | Apotheke           | [ 221 ]                 |
| 1551      | Codorníu                               | Spanien                | Wein               | [ 61 ]                  |
| 1551      | Daikokuya                              | Japan                  | Nahrungsmittel     | [ 200 ] [ 222 ]         |
| 1552      | Fonjallaz                              | Schweiz                | Wein               | [ 223 ]                 |
| 1553      | Piesslinger                            | Österreich             | Metallbearbeitung  | [ 224 ]                 |
| 1554      | De Vergulde Hand                       | Niederlande            | Seife              | [ 88 ] [ 225 ]          |
| 1554      | Tomita                                 | Japan                  | Sake               | [ 192 ]                 |
| 1554      | Meien                                  | Japan                  | Salz               | [ 226 ]                 |
| 1555      | Chiso                                  | Japan                  | Bekleidung         | [ 227 ]                 |
| 1555      | Chikiriya Jihei                        | Japan                  | Bekleidung         | [ 219 ]                 |
| vor 1558  | Kaikodo                                | Japan                  | Lackwaren          | [ 228 ]                 |
| 1558      | Kanbayashi Shunsho                     | Japan                  | Tee                | [ 219 ]                 |
| 1558      | Ueda                                   | Japan                  | Sake               | [ 229 ]                 |
| 1559      | Kastner                                | Österreich             | Süßwaren           |                         |
| 1560      | Aritsugu                               | Japan                  | Messer             |                         |
| 1560      | Pivovar Eggenberg                      | Österreich/Tschechien  | Brauerei           | [ 230 ]                 |
| 1560      | Nabeya                                 | Japan                  | Metallbearbeitung  |                         |
| 1560      | Okamoto                                | Japan                  | Eisen              | [ 231 ]                 |
| 1560      | Hasemoku                               | Japan                  | Immobilien         | [ 232 ]                 |
| 1560      | Ichijoh                                | Japan                  | Hotel              | [ 44 ]                  |
| 1561      | Achkarren Krone                        | Deutschland            | Hotel              | [ 233 ]                 |
| 1561      | SS Annunziata                          | Italien                | Parfüm             | [ 234 ]                 |
| 1561      | Yamagatakan                            | Japan                  | Hotel              | [ 235 ]                 |
| 1562      | Otaya Hanuemon                         | Japan                  | Süßwaren           | [ 236 ]                 |
| 1563      | Shima Tamura                           | Japan                  | Hotel              | [ 237 ]                 |
| 1563      | Kojiya                                 | Japan                  | Nahrungsmittel     | [ 167 ]                 |
| 1564      | Pivovar Svijany                        | Tschechien             | Brauerei           |                         |
| 1565      | Taiko Mochi                            | Japan                  | Süßwaren           | [ 238 ]                 |
| 1566      | Nishikawa                              | Japan                  | Betten             | [ 192 ]                 |
| 1567      | Arcobräu                               | Deutschland            | Brauerei           | [ 239 ]                 |
| 1567      | Liuquanju                              | China                  | Restaurant         | [ 240 ]                 |
| 1568      | Gasthof Herold                         | Deutschland            | Brauerei           | [ 241 ]                 |
| 1568      | Kichijiya                              | Japan                  | Öl                 | [ 242 ]                 |
| 1568      | Poschinger                             | Deutschland            | Glas               | [ 243 ]                 |
| 1569      | Edegger-Tax                            | Österreich             | Bäckerei           | [ 244 ]                 |
| 1570      | Einhorn Apotheke                       | Deutschland            | Apotheke           | [ 245 ]                 |
| 1570      | Klášter                                | Tschechien             | Brauerei           |                         |
| 1570      | Wiegand-Glas                           | Deutschland            | Glasherstellung    |                         |
| 1570      | Schwarzer Adler                        | Österreich             | Hotel              | [ 246 ]                 |
| 1570      | Whitechapel Bell Foundry               | Vereinigtes Königreich | Gießerei           | [ 71 ] [ 205 ] [ 247 ]  |
| 1570      | Suishodo                               | Japan                  | Apotheke           | [ 248 ]                 |
| 1572      | Royal Tichelaar Makkum                 | Niederlande            | Keramik            |                         |
| 1573      | Luzhou Laojiao                         | China                  | Brennerei          | [ 249 ]                 |
| 1573      | Hosoji Inbanten                        | Japan                  | Stempel            | [ 47 ]                  |
| 1573      | Nakano                                 | Japan                  | Fische             | [ 250 ]                 |
| 1573      | Muroji                                 | Japan                  | Saucen             | [ 251 ]                 |
| 1573      | Otsuya                                 | Japan                  | Einzelhandel       | [ 252 ]                 |
| 1573–1592 | Nihon Kodo                             | Japan                  | Räucherstäbchen    | [ 92 ]                  |
| 1573–1592 | Shintsu                                | Japan                  | Baumaterial        | [ 253 ]                 |
| 1573–1592 | Sonodaya                               | Japan                  | Süßwaren           | [ 254 ]                 |
| 1573–1592 | Kanbayashi                             | Japan                  | Tee                | [ 255 ]                 |
| 1573–1592 | Ishikawa                               | Japan                  | Steine             | [ 256 ]                 |
| 1574      | Dopff au Moulin                        | Frankreich             | Wein               | [ 257 ]                 |
| 1574      | Brauerei Glossner                      | Deutschland            | Brauerei           | [ 258 ]                 |
| 1575      | Nikenjayamochi Kadoya                  | Japan                  | Brauerei           | [ 218 ]                 |
| 1575      | Lucas Bols                             | Niederlande            | Brennerei          |                         |
| 1575      | Meboso Hachirobee                      | Japan                  | Fliegenfischerei   | [ 47 ]                  |
| 1575      | Yanagiya Hozen                         | Japan                  | Süßwaren           | [ 218 ]                 |
| 1576      | Heihachi Jaya                          | Japan                  | Restaurant         | [ 259 ]                 |
| 1576      | Kishigon                               | Japan                  | Hotel              | [ 260 ]                 |
| 1576      | Gyokueido                              | Japan                  | Süßwaren           | [ 261 ]                 |
| 1577      | Kobaien                                | Japan                  | Tinte              | [ 262 ]                 |
| 1577      | Mineyo                                 | Japan                  | Fische             | [ 235 ]                 |
| 1578      | Holzhausen                             | Österreich             | Verlag             | [ 263 ]                 |
| 1578      | Klett                                  | Deutschland            | Feuerwaffen        | [ 264 ]                 |
| 1578      | Lamp no Yado                           | Japan                  | Hotel              | [ 47 ]                  |
| 1578      | Tomihiro                               | Japan                  | Bekleidung         | [ 265 ]                 |
| 1579      | Kiguraya                               | Japan                  | Bekleidung         | [ 266 ]                 |
| 1579      | Pfeifer                                | Deutschland            | Maschinenbau       | [ 267 ]                 |
| ca. 1580  | Higashimaru                            | Japan                  | Saucen             | [ 268 ]                 |
| 1581      | Krušovice                              | Tschechien             | Brauerei           |                         |
| 1582      | Hatano Paint                           | Japan                  | Farben             | [ 269 ]                 |
| 1582      | Indenya                                | Japan                  | Leder              | [ 270 ]                 |
| 1582      | Koju                                   | Japan                  | Räucherstäbchen    | [ 271 ]                 |
| 1582      | La Tour d’Argent                       | Frankreich             | Restaurant         |                         |
| 1582      | Onomichi                               | Japan                  | Essig              |                         |
| 1582      | Piana Clerico                          | Italien                | Tuch               | [ 272 ]                 |
| 1582      | Pivovar Krakonoš                       | Tschechien             | Brauerei           | [ 91 ] [ 273 ]          |
| 1582      | Tamaruya                               | Japan                  | Udon-Nudeln        | [ 274 ]                 |
| 1582      | Torbräu                                | Deutschland            | Brauerei           |                         |
| 1582      | Minowa                                 | Japan                  | Lackwaren          | [ 252 ]                 |
| 1584      | Çemberlitaş Hamamı                     | Türkei                 | Türkisches Bad     |                         |
| 1584      | Dragseths                              | Deutschland            | Restaurant         | [ 275 ]                 |
| 1584      | Erizen                                 | Japan                  | Bekleidung         | [ 276 ]                 |
| 1584      | Gosset                                 | Frankreich             | Champagner         |                         |
| 1584      | Hahnemühle                             | Deutschland            | Papier             |                         |
| 1584      | Godayu Kikuya                          | Japan                  | Süßwaren           | [ 277 ]                 |
| 1584      | Yamato Intec                           | Japan                  | Metallbearbeitung  | [ 199 ]                 |
| 1585      | Julius Kiennast                        | Österreich             | Supermarkt         | [ 278 ]                 |
| 1585      | Kikuya                                 | Japan                  | Süßwaren           | [ 279 ]                 |
| 1585      | Mercros                                | Japan                  | Einzelhandel       | [ 280 ]                 |
| 1585      | Schlitzer Destillerie                  | Deutschland            | Brennerei          |                         |
| 1585      | Tenshoen                               | Japan                  | Tee                | [ 143 ]                 |
| 1586      | Matsui                                 | Japan                  | Baugewerbe         | [ 281 ]                 |
| 1586      | Metzger                                | Deutschland            | Bäckerei           | [ 282 ]                 |
| 1586      | Oyama Shaji                            | Japan                  | Baugewerbe         | [ 165 ]                 |
| 1587      | Privatbrauerei Wochinger               | Deutschland            | Brauerei           |                         |
| 1587      | Chogoromochi                           | Japan                  | Süßwaren           | [ 283 ]                 |
| 1587      | Corbiac                                | Frankreich             | Wein               |                         |
| 1587      | Josuian                                | Japan                  | Süßwaren           | [ 284 ]                 |
| 1588      | Keymer                                 | Vereinigtes Königreich | Fliesen            |                         |
| 1588      | Okeka                                  | Japan                  | Ofen               | [ 218 ]                 |
| 1589      | Hofbräuhaus                            | Deutschland            | Restaurant         |                         |
| 1589      | Klosterbrauerei Neuzelle               | Deutschland            | Brauerei           |                         |
| 1589      | Piesers                                | Deutschland            | Restaurant         | [ 285 ]                 |
| 1590      | Schlossbrauerei Au                     | Deutschland            | Brauerei           | [ 286 ]                 |
| 1590      | Berenberg Bank                         | Deutschland            | Bankwesen          | [ 287 ]                 |
| 1590      | Sumitomo Group                         | Japan                  | Bergbau            |                         |
| 1590      | Ibasen                                 | Japan                  | Fächer             | [ 288 ]                 |
| 1590      | Lana                                   | Frankreich             | Papier             | [ 289 ]                 |
| 1590      | Weichselbaum                           | Deutschland            | Metallbearbeitung  |                         |
| 1591      | R. Durtnell & Sons                     | Vereinigtes Königreich | Baugewerbe         | [ 164 ] [ 205 ] [ 290 ] |
| 1591      | Alte f.e. Hofapotheke                  | Österreich             | Apotheke           |                         |
| 1591      | Kogure                                 | Japan                  | Hotel              | [ 167 ]                 |
| 1591      | Yamashina                              | Japan                  | Werkzeuge          | [ 291 ]                 |
| 1592      | Osugiya Sobee                          | Japan                  | Süßwaren           | [ 292 ]                 |
| 1592      | Meimon Sakai                           | Japan                  | Sake               | [ 253 ]                 |
| 1592      | Kikyoya                                | Japan                  | Süßwaren           | [ 293 ]                 |
| 1592      | Haus zum Ritter St. Georg (Heidelberg) | Deutschland            | Restaurant/Hotel   | [ 294 ]                 |
| 1593      | Koya                                   | Japan                  | Sake               | [ 265 ]                 |
| 1593      | Yamamotoya                             | Japan                  | Saatgut            | [ 295 ]                 |
| 1594      | Specht                                 | Deutschland            | Restaurant         | [ 296 ]                 |
| 1594      | Kungyokudo                             | Japan                  | Räucherstäbchen    | [ 297 ]                 |
| 1594      | Fujinoya                               | Japan                  | Dünger             | [ 295 ]                 |
| 1595      | Alte Taverne                           | Deutschland            | Restaurant         | [ 298 ]                 |
| 1596      | Chojiya                                | Japan                  | Restaurant         | [ 277 ]                 |
| 1596      | Osiander                               | Deutschland            | Buchhandel         | [ 299 ]                 |
| 1596      | Schaeff Group                          | Deutschland            | Maschinen          | [ 300 ]                 |
| 1596      | Toshimaya                              | Japan                  | Sake               | [ 301 ]                 |
| 1596      | Takimo                                 | Japan                  | Lebensmittel       | [ 302 ]                 |
| 1596      | Oteramochi Kawaido                     | Japan                  | Süßwaren           | [ 303 ]                 |
| 1596      | Tazen                                  | Japan                  | Metall             | [ 44 ]                  |
| 1596      | Gyokurinbo                             | Japan                  | Hotel              | [ 304 ]                 |
| 1596–1615 | Nagata Bunshodo                        | Japan                  | Verlag             | [ 305 ]                 |
| 1596–1615 | Heirakuji                              | Japan                  | Verlag             | [ 305 ]                 |
| 1596–1615 | Hayashikan                             | Japan                  | Bekleidung         | [ 306 ]                 |
| 1597      | Gold Ochsen                            | Deutschland            | Brauerei           | [ 307 ]                 |
| 1597      | Kojima                                 | Japan                  | Sake               | [ 308 ]                 |
| 1597      | Kuwanaya                               | Japan                  | Süßwaren           | [ 231 ]                 |
| 1597      | Uzu Kyumeigan                          | Japan                  | Apotheke           | [ 309 ]                 |
| 1597      | Ryujin                                 | Japan                  | Sake               | [ 167 ]                 |
| 1598      | Chinjukan                              | Japan                  | Keramik            | [ 165 ]                 |
| 1598      | Wakanoura Imoto                        | Japan                  | Apotheke           | [ 310 ]                 |
| 1598      | Watahan                                | Japan                  | Baugewerbe         | [ 311 ]                 |
| 1598      | Nakazato Moemon                        | Japan                  | Keramik            | [ 312 ]                 |
| vor 1599  | Minatoya Yurei-kosodate-ame            | Japan                  | Süßwaren           | [ 313 ]                 |
| 1599      | Glockengießerei Grassmayr              | Österreich             | Glocken            | [ 314 ]                 |
| 1599      | Umai                                   | Japan                  | Chemikalien        |                         |
| 1599      | Boun                                   | Japan                  | Hotel              | [ 167 ]                 |
| 1599      | Kyorin                                 | Japan                  | Bekleidung         | [ 167 ]                 |
| 1599      | Shichiyama Hospital                    | Japan                  | Krankenhaus        | [ 315 ]                 |
| 1599      | Stämpfli                               | Schweiz                | Verlag             | [ 316 ]                 |

## Ab 1600 (Auswahl)

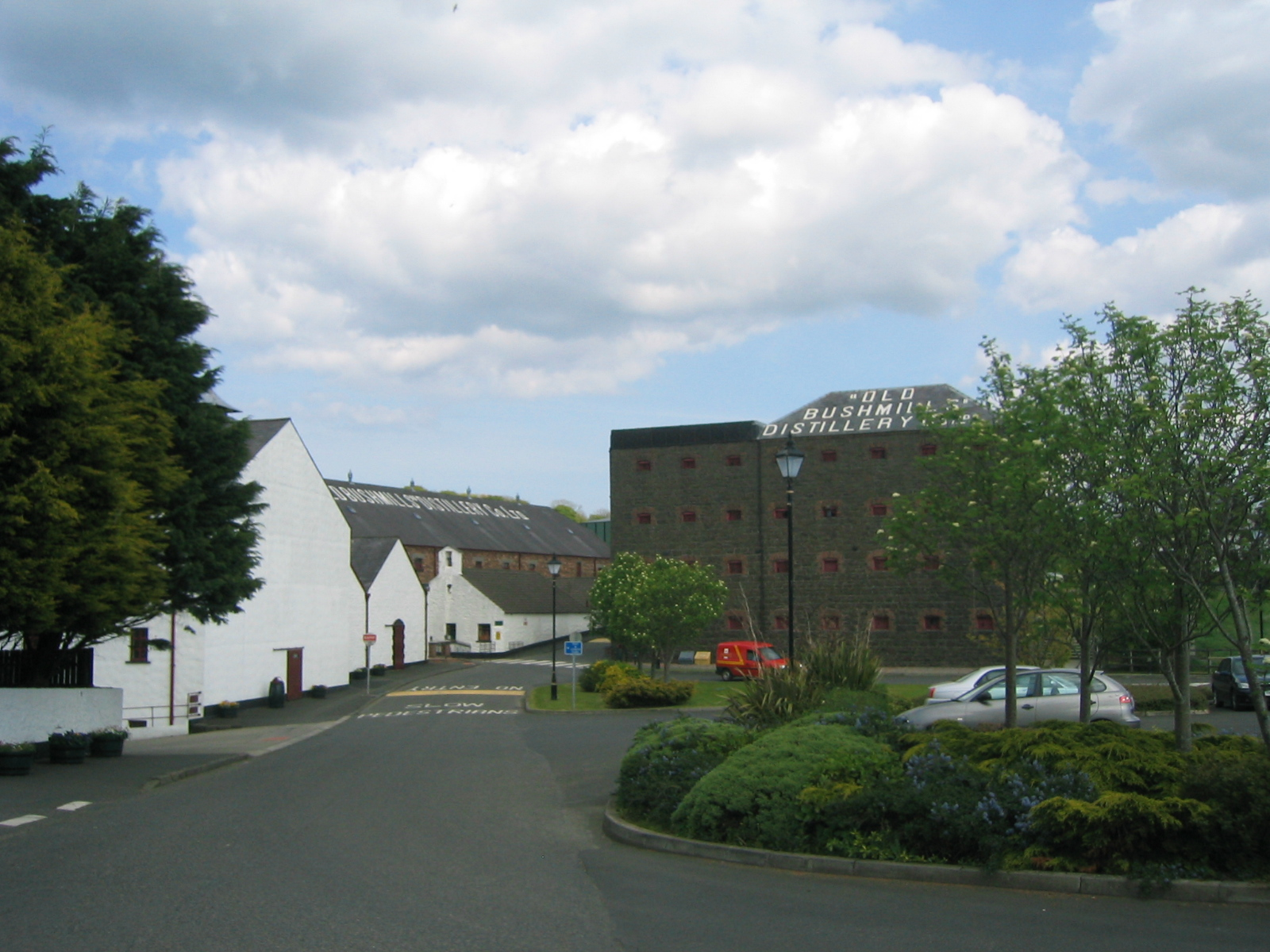
Die Old Bushmills Distillery

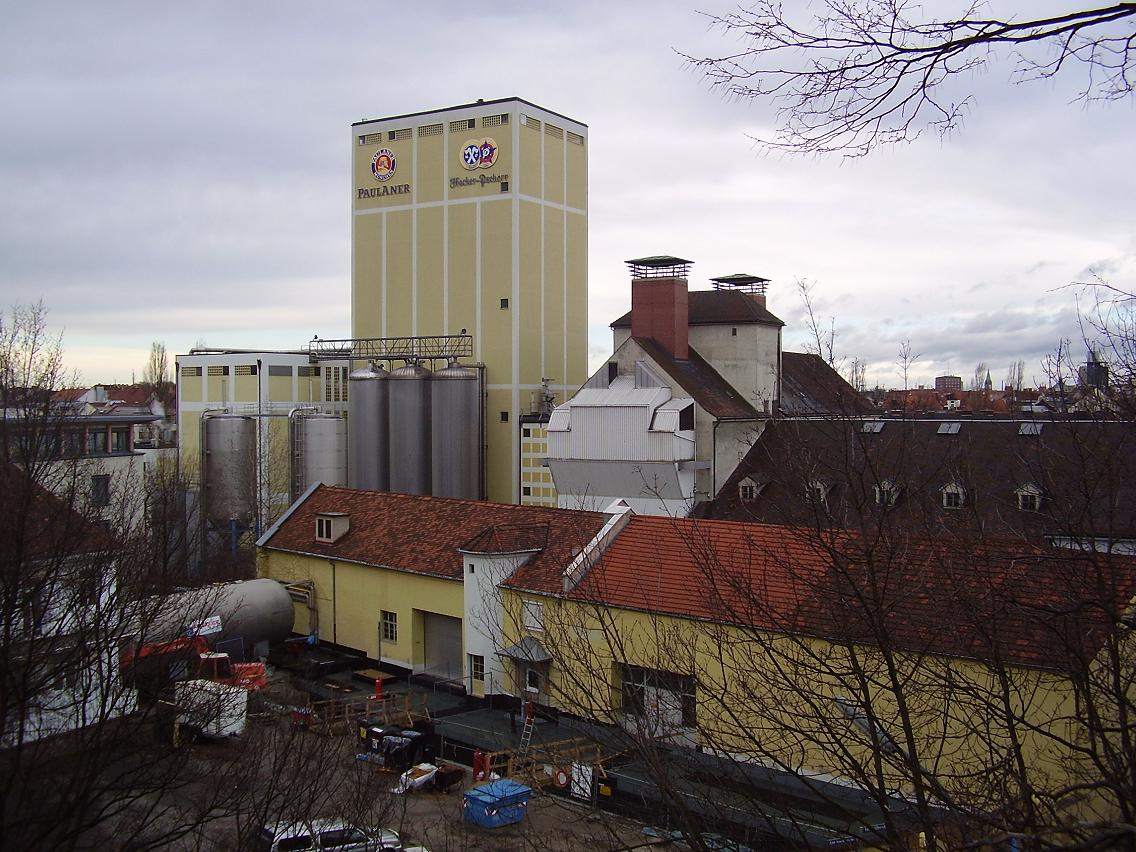
Paulaner Brauerei in München, Deutschland

| Jahr | Unternehmen                          | Heutiger Staat                                 | Branche                         | Quellen |
| ---- | ------------------------------------ | ---------------------------------------------- | ------------------------------- | ------- |
| 1601 | Trumer Privatbrauerei                | Österreich                                     | Brauerei                        |         |
| 1602 | Brauerei Gundel                      | Deutschland                                    | Brauerei                        |         |
| 1607 | Schleppe Brauerei                    | Österreich                                     | Brauerei                        |         |
| 1607 | Ammerndorfer                         | Deutschland                                    | Mühle                           | [ 317 ] |
| 1609 | Ettaler Klosterbrauerei              | Deutschland                                    | Brauerei                        |         |
| 1612 | Farmacia di Santa Maria Novella      | Italien                                        | Apotheke                        |         |
| 1612 | Klosterbrauerei Baumburg             | Deutschland                                    | Brauerei                        |         |
| 1612 | Hofbräuhaus Traunstein               | Deutschland                                    | Brauerei                        |         |
| 1615 | Grolsch                              | Niederlande                                    | Brauerei                        |         |
| 1618 | Zum Schwarzen Kameel                 | Österreich                                     | Restaurant                      |         |
| 1618 | Brauerei Hacklberg                   | Deutschland                                    | Brauerei                        |         |
| 1621 | Augustiner Bräu Kloster Mülln        | Österreich                                     | Brauerei                        |         |
| 1623 | Zildjian                             | USA (aktuell)/Osmanisches Reich (ursprünglich) | Musikinstrumente                |         |
| 1624 | St. Georgen-Bräu                     | Deutschland                                    | Brauerei                        |         |
| 1628 | Neumarkter Lammsbräu                 | Deutschland                                    | Brauerei                        |         |
| 1632 | Brauerei Schwechat                   | Österreich                                     | Brauerei                        |         |
| 1634 | Paulaner                             | Deutschland                                    | Brauerei                        |         |
| 1638 | GABA-Gruppe (Goldene Apotheke Basel) | Schweiz                                        | Apotheke                        |         |
| 1649 | Fiskars                              | Finnland                                       | Konsumgüter                     | [ 318 ] |
| 1665 | Saint-Gobain                         | Frankreich                                     | Baugewerbe                      | [ 319 ] |
| 1668 | Merck KGaA                           | Deutschland                                    | Pharma                          |         |
| 1670 | Hudson’s Bay Company                 | Kanada                                         | Warenhandel                     |         |
| 1676 | Hamburger Feuerkasse                 | Deutschland                                    | Versicherungsgesellschaft       |         |
| 1683 | Gaggenau                             | Deutschland                                    | Hausgerätehersteller            |         |
| 1685 | Spielwaren Carl Loebner Torgau       | Deutschland                                    | Spielwarenhandel                |         |
| 1750 | Budde                                | Deutschland                                    | Handel und Handwerk             | [ 320 ] |
| 1772 | Alberdingk Boley                     | Deutschland                                    | Bindemittel- und Öle-Hersteller |         |